# Beni Chiker

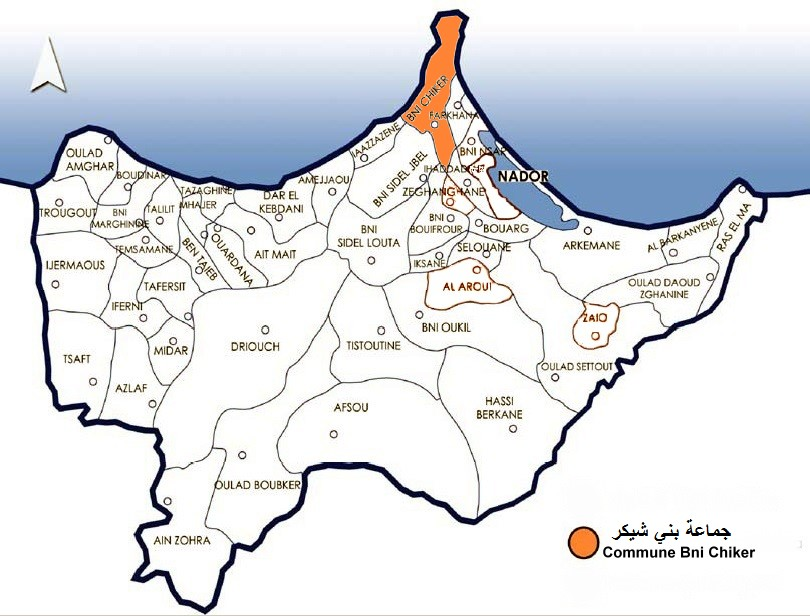
Lage der Gemeinde Beni Chiker

Beni Chiker (arabisch بني شيكر bni schika ‚Söhne des Chiker‘) oder Aït Chichar (Zentralatlas-Tamazight ⴰⵢⵜ ⵛⵉⴽⵔ Ayt Ciker), auch Cheikr, ist eine Kleinstadt mit knapp 5000 Einwohnern und Hauptort einer Landgemeinde (commune rurale) mit insgesamt ca. 25.000 Einwohnern in der Provinz Nador im Norden Marokkos.

## Lage und Klima
Gemeinde und Kleinstadt Beni Chiker liegen auf der Nordspitze der Halbinsel des Cap de Trois Fourches, einem Teil des Rif-Gebirges in einer Höhe von ca. 220 m und befindet sich etwa 15 km (Fahrtstrecke) westlich von der spanischen Enklave Melilla. Das Klima ist in hohem Maße vom Mittelmeer beeinflusst; Regen (ca. 400 mm/Jahr) fällt überwiegend im Winterhalbjahr.

## Bevölkerung

### Ort
| Jahr      | 1994  | 2004 | 2014 | 2024 |
| Einwohner | k. A. | 4188 | 4444 | 4825 |

### Gemeinde
| Jahr      | 1994   | 2004   | 2014   | 2024   |
| Einwohner | 22.327 | 23.050 | 26.884 | 22.763 |

Der Ort wird hauptsächlich von marokkanischen Berbern bewohnt. Innerhalb von Beni Chiker wird meist die zentrale Variante von Tarifit, Taqer’iyt gesprochen,  sowie die Amtssprache Arabisch.

## Wirtschaft
Wichtigster Wirtschaftszweig ist die Landwirtschaft. Angebaut werden Weizen, Hülsenfrüchte, Oliven, Feigen, Mandeln, Kaktusfeigen, Granatäpfel, Kartoffeln, Karotten, Trauben und Aprikosen. Es gibt ein wenig Viehzucht vor allem für den lokalen Bedarf sowie Imkerei für den Export.

## Sehenswürdigkeiten
Zur Gemeinde gehören mehrere ausgedehnte Sandstrände.

## Persönlichkeiten
Beni Chiker ist der Geburtsort des Schriftstellers Mohamed Choukri (1935–2003) und der französischen Politikerin Najat Vallaud-Belkacem (* 1977), ehemalige Regierungssprecherin und Bildungsministerin.